# Madri, Jevargi
Madri là một làng thuộc tehsil Jevargi, huyện Gulbarga, bang Karnataka, Ấn Độ.